# التاج الكورنثي المبني بحصن المسجد
 التاج الكورنثي المبني بحصن المسجد هو معلم أثري تونسي مصنف من قبل المعهد الوطني للتراث يقع في ولاية الكاف في الوسط الغربي التونسي، تحديدا في مدينة المدينة تم تصنيف المعلم في يوم12 ماي 1901.

## مقالات ذات صلة
- قائمة المعالم الأثرية المصنفة في تونس